# مقتل عبد الفتاح الشريف
قُتل عبد الفتاح الشريف في 24 آذار (مارس) 2016 في حي تل الرميدة في الخليل، وهو فلسطيني كان قد طعن جنديًا إسرائيليًا، بالرصاص وإصابة و"تحييد"، ثم أصيب مرة أخرى برصاصة في رأسه من قبل إيلور عزاريا، جندي من الجيش الإسرائيلي، بينما كان مستلقيًا على الأرض. تم اعتقال عزاريا وفتحت الشرطة العسكرية الإسرائيلية تحقيقًا ضده بتهمة القتل العمد، لكنها خففت التهمة فيما بعد إلى القتل غير العمد.
أثارت القضية جدلًا واسعا في إسرائيل، مما فتح لنقاش كبير حول كيفية تطبيق أوامر قواعد الاشتباك في أعقاب موجة العنف السياسي الفلسطيني.
أُدين عزاريا بالقتل الخطأ وحُكم عليه بالسجن 18 شهرًا، و12 شهرًا تحت المراقبة، بالإضافة إلى خفض رتبته العسكرية، أطلق سراحه من السجن بعد تسعة أشهر.

## الحادث

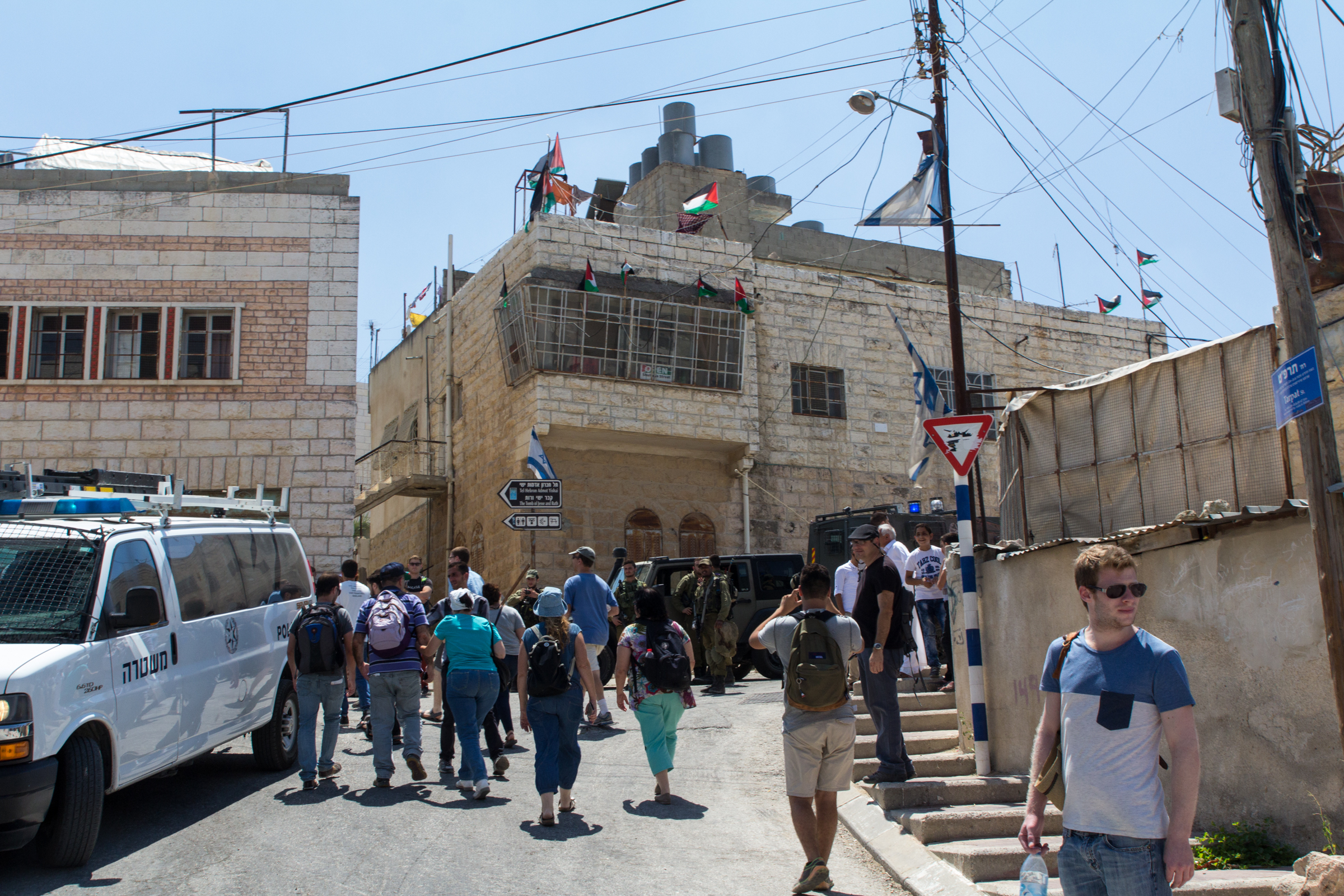
موقع الحادث قبل عدة أشهر.

في 24 مارس 2016 اقترب فلسطينيان يحملان السكاكين، هما رمزي عزيز التميمي القصراوي وعبد الفتاح الشريف من نقطة عسكرية إسرائيلية يُديرها جنود من كتيبة شمشون التابعة للواء كفير التابع للجيش الإسرائيلي في حي تل الرميدة في الخليل. وطعن جندي إسرائيلي في يده وكتفه، مما أدى إلى إصابته بجروح متوسطة. أطلق الجنود الإسرائيليين النار عليهم مما أدّى إلى مقتل القصراوي وإصابة الشريف بجروحٍ خطيرة.
وبعد دقائق وصلت تعزيزات أمنية وكان من بينها المسعف إيلور أزاريا من الكتيبة. اقترب أزاريا من الشريف الملقى على الأرض وأصابه برصاصة في رأسه وهو يقف على مسافة تقل عن مترين. نشرت بتسيلم مقطع فيديو يُظهر فيه أزاريا وهو يُطلق النار على الشريف، وانتشر على وسائل التواصل الاجتماعي الإسرائيلية مما أثار الجدل.